# Lagny-le-Sec
Pour les articles homonymes, voir Lagny (homonymie).
Lagny-le-Sec est une commune française située dans le département de l'Oise en région Hauts-de-France.

## Géographie

### Description

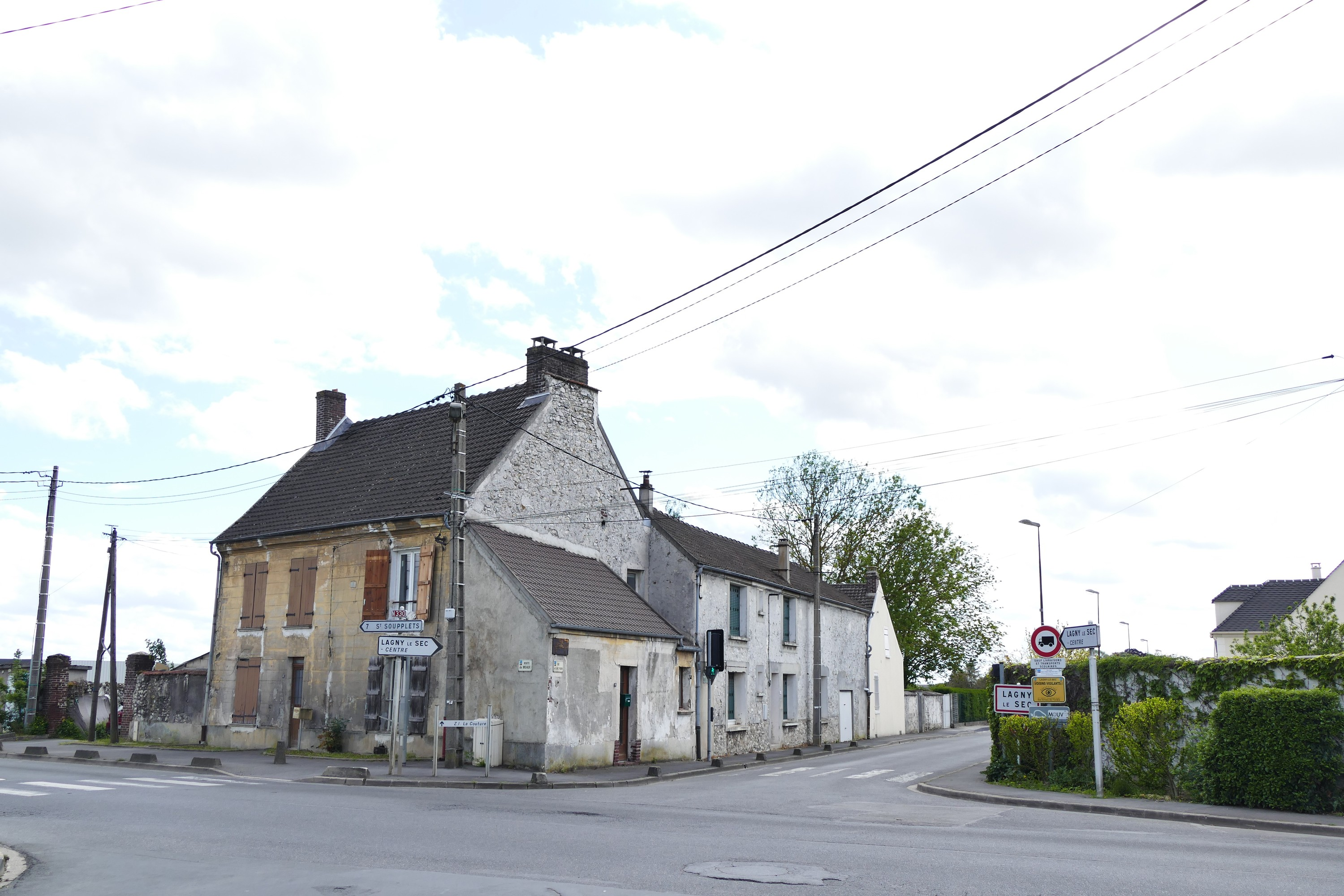
Entrée de la commune par la RN 330
(Photo Peter Potrowl

Lagny-le-sec est un bourg périurbain du sud du Valois dans l'Oise, limitrophe de la Seine-et-Marne, situé à 18 km à vol d'oiseau au sud-est de Senlis, 19 km de Crépy-en-Valois, 48 km à l'ouest de Château-Thierry, 18 km au nord ouest de Meaux, 10 km de la plateforme aéroportuaire de Roissy.
C'est la plus méridionale des communes de l'Oise.

### Communes limitrophes
Les communes limitrophes sont  Le Plessis-Belleville, Marchémoret, Rouvres, Saint-Pathus et Ève.
|         | Le Plessis-Belleville | Silly-le-Long |
| Ève     | Lagny-le-Sec          | Saint-Pathus  |
| Rouvres | Marchemoret           |               |

### Hydrographie

#### Réseau hydrographique
La commune est située dans le bassin Seine-Normandie. Elle est drainée par la Launette et le ru de Vaux,,.
La Launette, d'une longueur de 16 km, prend sa source dans la commune de Marchémoret et se jette  dans la Nonette à Fontaine-Chaalis, après avoir traversé sept communes.

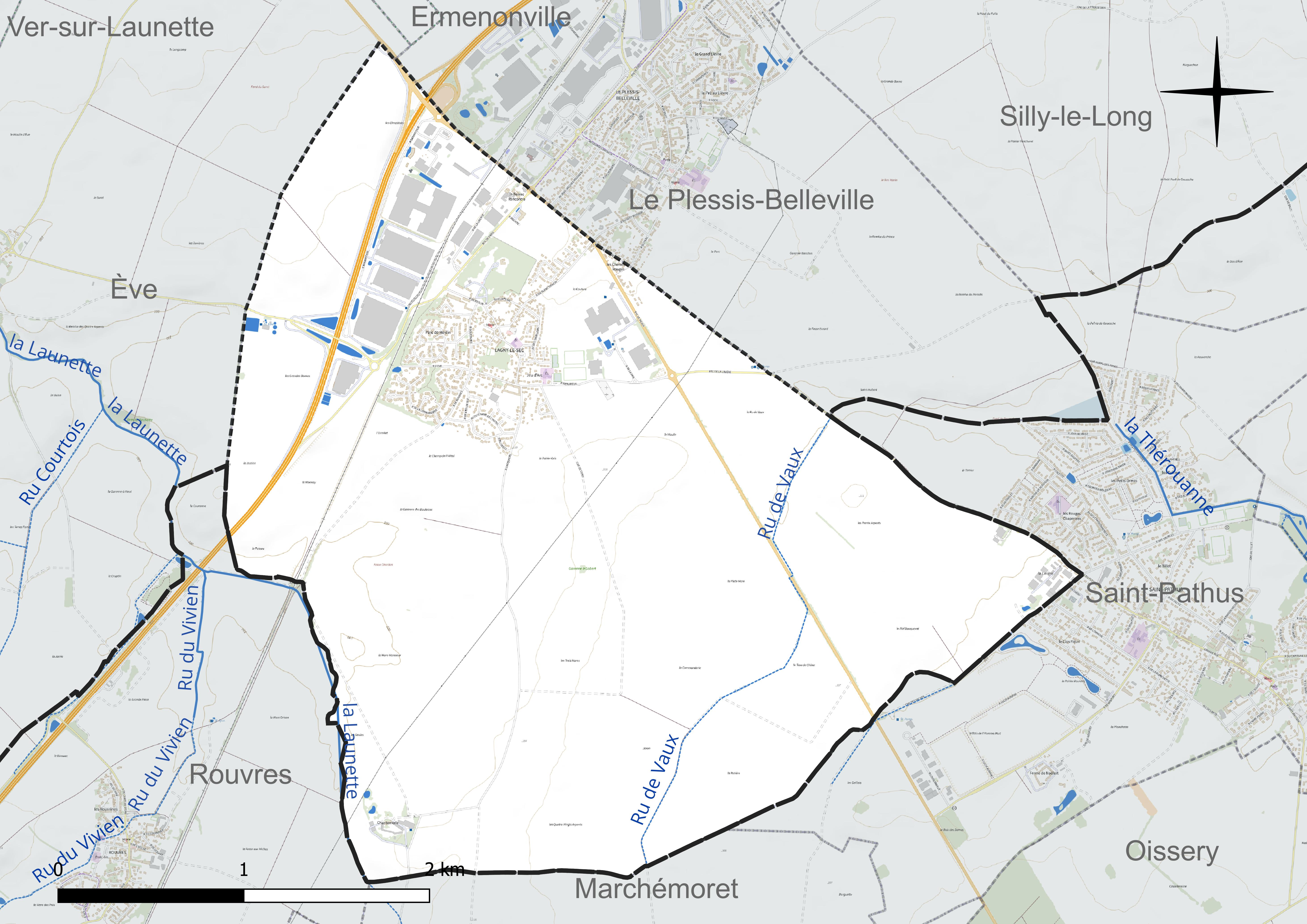
Réseau hydrographique de Lagny-le-Sec.

#### Gestion et qualité des eaux
Le territoire communal est couvert par le schéma d'aménagement et de gestion des eaux (SAGE) « Sensée ». Ce document de planification concerne un territoire de 1 110 km2 de superficie, délimité par le bassin versant de la Marne. Le périmètre a été arrêté le 30 novembre 2022 et le SAGE proprement dit est, en 2024, en cours d'élaboration. La structure porteuse de l'élaboration et de la mise en œuvre est le syndicat intercommunal d'assainissement de Marne-la-Vallée (SIAM).
La qualité des cours d'eau peut être consultée sur un site dédié géré par les agences de l'eau et l'Agence française pour la biodiversité.

### Climat
Pour des articles plus généraux, voir Climat des Hauts-de-France et Climat de l'Oise.
En 2010, le climat de la commune est de type climat océanique dégradé des plaines du Centre et du Nord, selon une étude du CNRS s'appuyant sur une série de données couvrant la période 1971-2000. En 2020, Météo-France publie une typologie des climats de la France métropolitaine dans laquelle la commune est exposée à un climat océanique altéré et est dans la région climatique Nord-est du bassin Parisien, caractérisée par un ensoleillement médiocre, une pluviométrie moyenne régulièrement répartie au cours de l'année et un hiver froid (3 °C).
Pour la période 1971-2000, la température annuelle moyenne est de 11,1 °C, avec une amplitude thermique annuelle de 15,2 °C. Le cumul annuel moyen de précipitations est de 710 mm, avec 11 jours de précipitations en janvier et 8 jours en juillet. Pour la période 1991-2020, la température moyenne annuelle observée sur la station météorologique la plus proche, située sur la commune du Plessis-Belleville à 1 km à vol d'oiseau, est de 11,4 °C et le cumul annuel moyen de précipitations est de 661,7 mm,. Pour l'avenir, les paramètres climatiques de la commune estimés pour 2050 selon différents scénarios d'émission de gaz à effet de serre sont consultables sur un site dédié publié par Météo-France en novembre 2022.
| Mois                                  | jan.           | fév.           | mars           | avril         | mai           | juin          | jui.          | août          | sep.          | oct.          | nov.          | déc.          | année      |
| ------------------------------------- | -------------- | -------------- | -------------- | ------------- | ------------- | ------------- | ------------- | ------------- | ------------- | ------------- | ------------- | ------------- | ---------- |
| Température minimale moyenne (°C)     | 1,6            | 1,9            | 3              | 5,3           | 8,4           | 11,5          | 13,1          | 12,9          | 10,3          | 8,2           | 4,9           | 2,2           | 6,9        |
| Température moyenne (°C)              | 4              | 5              | 7,3            | 10,8          | 13,7          | 17,3          | 19,5          | 18,9          | 15,9          | 12,2          | 7,8           | 4,6           | 11,4       |
| Température maximale moyenne (°C)     | 6,4            | 8              | 11,5           | 16,4          | 19            | 23            | 25,8          | 24,9          | 21,5          | 16,2          | 10,6          | 7             | 15,9       |
| Record de froid (°C) date du record   | −14,1 10.01.09 | −11,9 07.02.12 | −11,2 13.03.13 | −3,9 07.04.21 | −0,7 06.05.19 | 2,9 01.06.06  | 3,8 31.07.15  | 5,1 26.08.18  | −0,3 30.09.18 | −5,7 28.10.03 | −5,7 30.11.10 | −8,7 19.12.09 | −14,1 2009 |
| Record de chaleur (°C) date du record | 15,5 09.01.15  | 19,4 27.02.19  | 23,8 31.03.21  | 29,1 20.04.18 | 31,4 27.05.17 | 35,5 18.06.22 | 42,2 25.07.19 | 40,1 06.08.03 | 34,9 09.09.23 | 28,3 01.10.11 | 21,7 08.11.15 | 16,6 17.12.15 | 42,2 2019  |
| Précipitations (mm)                   | 56,2           | 49,8           | 48,8           | 36,2          | 74,2          | 63,4          | 53,2          | 60,3          | 46            | 53,5          | 52,6          | 67,5          | 661,7      |

## Urbanisme

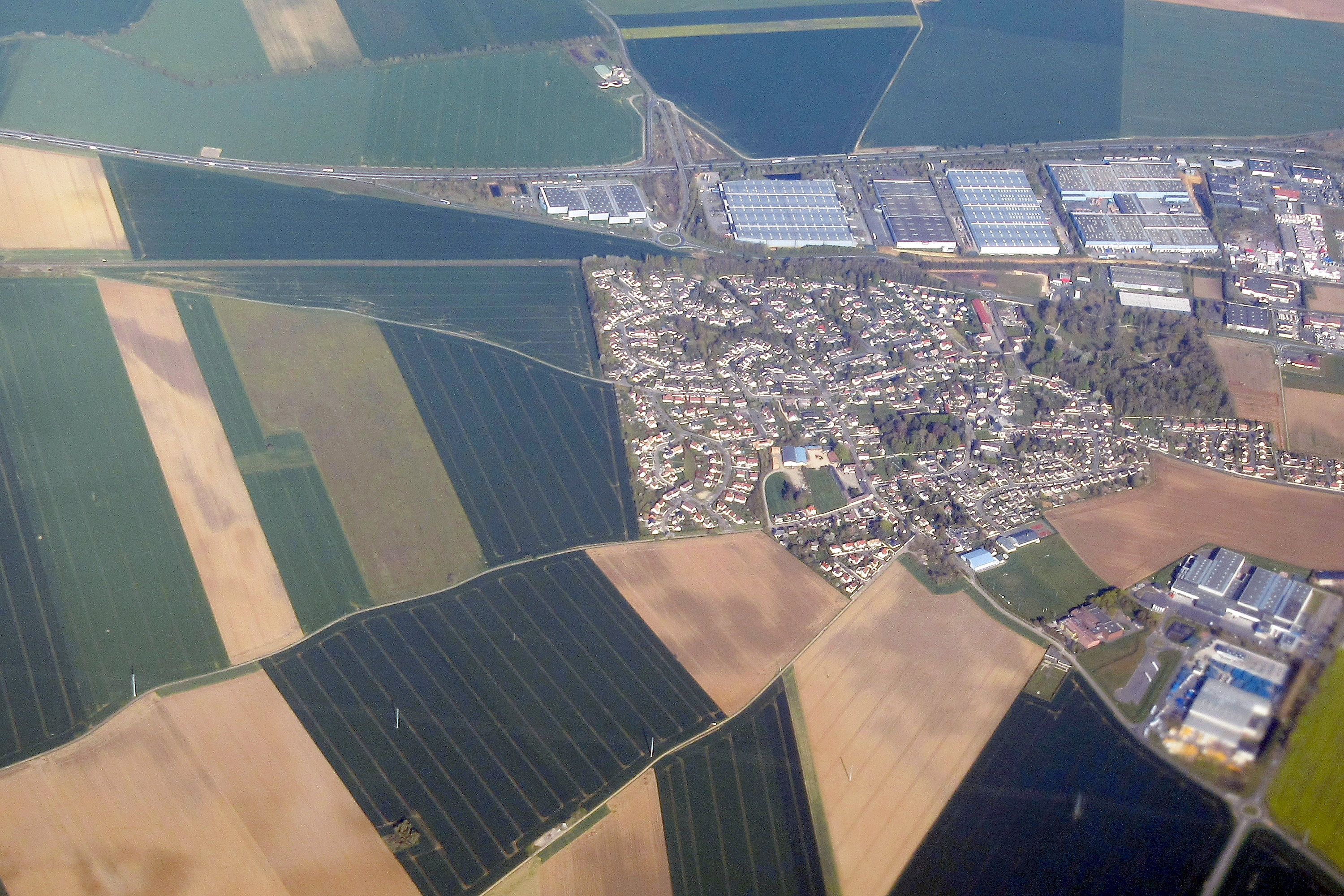
Vue aérienne de la commune, orientée vers l'ouest (la RN2 est au fond) en 2023.

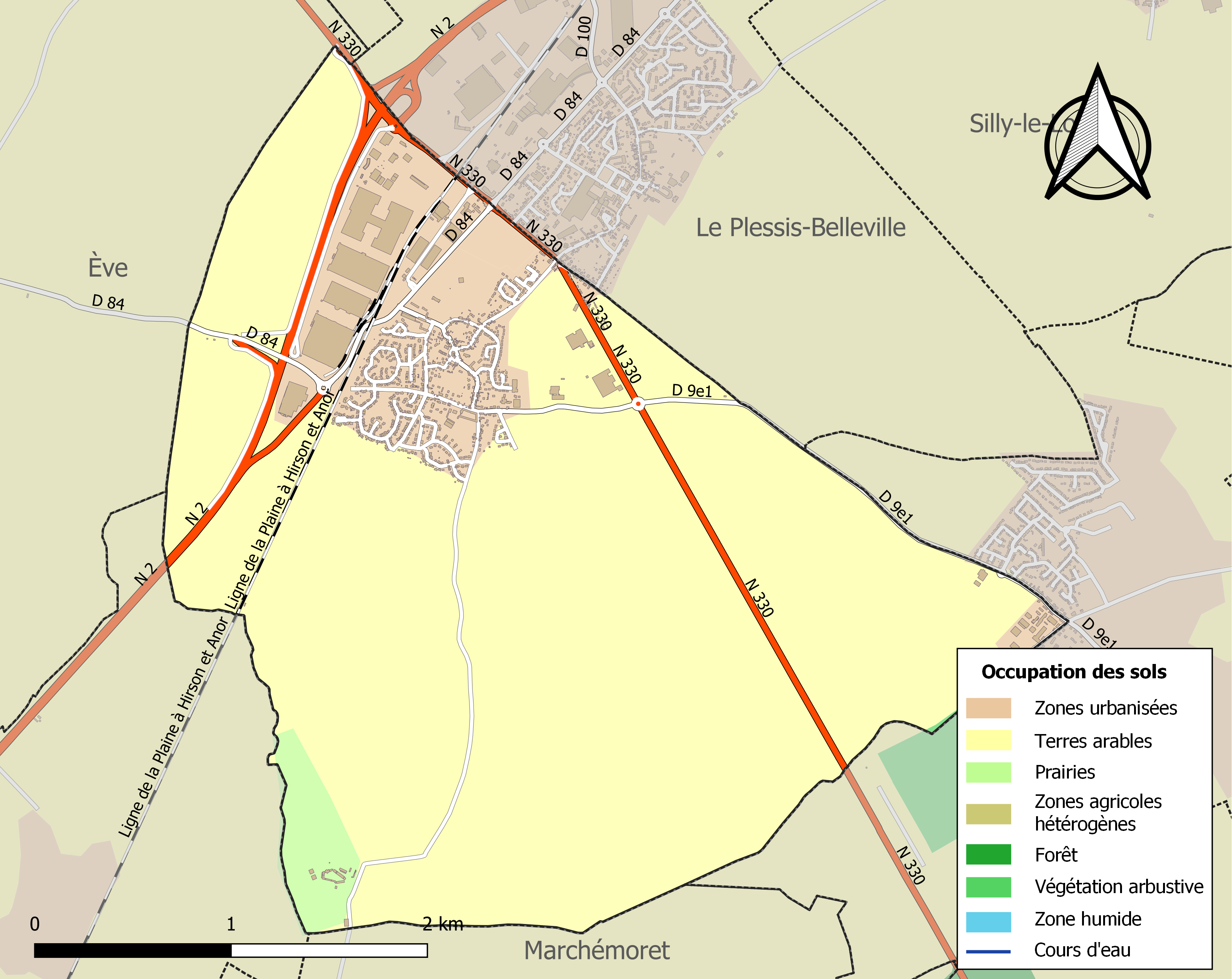
Carte des infrastructures et de l'occupation des sols de la commune en 2018 (CLC).

### Typologie
Au 1er janvier 2024, Lagny-le-Sec est catégorisée petite ville, selon la nouvelle grille communale de densité à sept niveaux définie par l'Insee en 2022.
Elle appartient à l'unité urbaine de Le Plessis-Belleville, une agglomération intra-départementale regroupant deux  communes, dont elle est une commune de la banlieue,,. Par ailleurs la commune fait partie de l'aire d'attraction de Paris, dont elle est une commune de la couronne,.

### Occupation des sols
L'occupation des sols de la commune, telle qu'elle ressort de la base de données européenne d'occupation biophysique des sols Corine Land Cover (CLC), est marquée par l'importance des territoires agricoles (85 % en 2018), en diminution par rapport à 1990 (92,6 %). La répartition détaillée en 2018 est la suivante :
terres arables (82,7 %), zones industrielles ou commerciales et réseaux de communication (7,5 %), zones urbanisées (7,4 %), prairies (2,3 %). L'évolution de l'occupation des sols de la commune et de ses infrastructures peut être observée sur les différentes représentations cartographiques du territoire : la carte de Cassini (XVIIIe siècle), la carte d'état-major (1820-1866) et les cartes ou photos aériennes de l'IGN pour la période actuelle (1950 à aujourd'hui).

### Habitat et logement
En 2020, le nombre total de logements dans la commune était de 802, alors qu'il était de 760 en 2015 et de 685 en 2010.
Parmi ces logements, 94,1 % étaient des résidences principales, 1,4 % des résidences secondaires et 4,5 % des logements vacants. Ces logements étaient pour 93,3 % d'entre eux des maisons individuelles et pour 6,2 % des appartements.
Le tableau ci-dessous présente la typologie des logements à Lagny-le-Sec en 2020 en comparaison avec celle de l'Oise et de la France entière. Une caractéristique marquante du parc de logements est ainsi une proportion de résidences secondaires et logements occasionnels (1,4 %) inférieure à celle du département (2,4 %) et à celle de la France entière (9,7 %). Concernant le statut d'occupation de ces logements, 88,2 % des habitants de la commune sont propriétaires de leur logement (88,4 % en 2015), contre 61,4 % pour l'Oise et 57,5 pour la France entière.
| Typologie                                               | Lagny-le-Sec | Oise | France entière |
| ------------------------------------------------------- | ------------ | ---- | -------------- |
| Résidences principales (en %)                           | 94,1         | 90,5 | 82,1           |
| Résidences secondaires et logements occasionnels (en %) | 1,4          | 2,4  | 9,7            |
| Logements vacants (en %)                                | 4,5          | 7,1  | 8,2            |

### Voies de communication et transports
La commune est aisément accessible depuis la Route nationale 2 qui relie Paris à la Belgique et dont le tracé, qui la tangentait initialement, contourne désormais la commune par l'ouest. Son tracé initial constitue désormais la route départementale RD 84. Par ailleurs, la route nationale 330, qui constitué sa limite nord-ouest, la relie à Creil et Meaux.
La commune est desservie, en 2023, par les lignes 636, 691, 6403, 6411 et 6448 du réseau interurbain de l'Oise. Elle est également desservie par les lignes 704, 714 et 719 du réseau de bus Roissy Est.
La ligne de La Plaine à Hirson et Anor (frontière) traverrse l'ouest de la commune, mais la station de chemin de fer la plus proche est la gare du Plessis-Belleville, desservie par des trains TER Hauts-de-France, qui effectuent des missions entre les gares de Paris-Nord et de Laon, ainsi que par les trains de la ligne K du Transilien.

## Toponymie
Le nom de la localité est attesté sous les formes in villa Latiniaco prope Vernum (vers 700) ; villam Latiniacum (688) ; Latiniacum (862) ; altare latiniaci scilicet sicci (1091) ; domorum Templi de Latinihaci sicco (1168) ; Walterius de latiniaca villa (vers 1171) ; Laniacum siccum (1175) ; Launiacum siccum (1186) ; apud Silliacum et Latiniacum siccum (1209) ; Lanyacum siccum (1209) ; et latiniacum siccum (1218) ; Latiniaco sicco (1226) ; domus templi de Lagniaco sicco (1233) ; in territorio de latiniaco sicco (1240) ; apud montem Legniacum (1248) ; Latiniacum (1261) ; laigny le seq (1266) ; Latigny le secq (1270) ; Latiniacum siccum (1270) ; domus milicie templi de Latigniaco sicco (1274) ; la meson de Leingni le sec (1289) ; Lagniacum (vers 1340) ; Lagny le secq (1368) ; laigny le sec pres dampmartin (1505) ; Laigny le Secq (XVIe) ; Laigni le sec (vers 1630) ; Lagny le sec (1667).

## Histoire

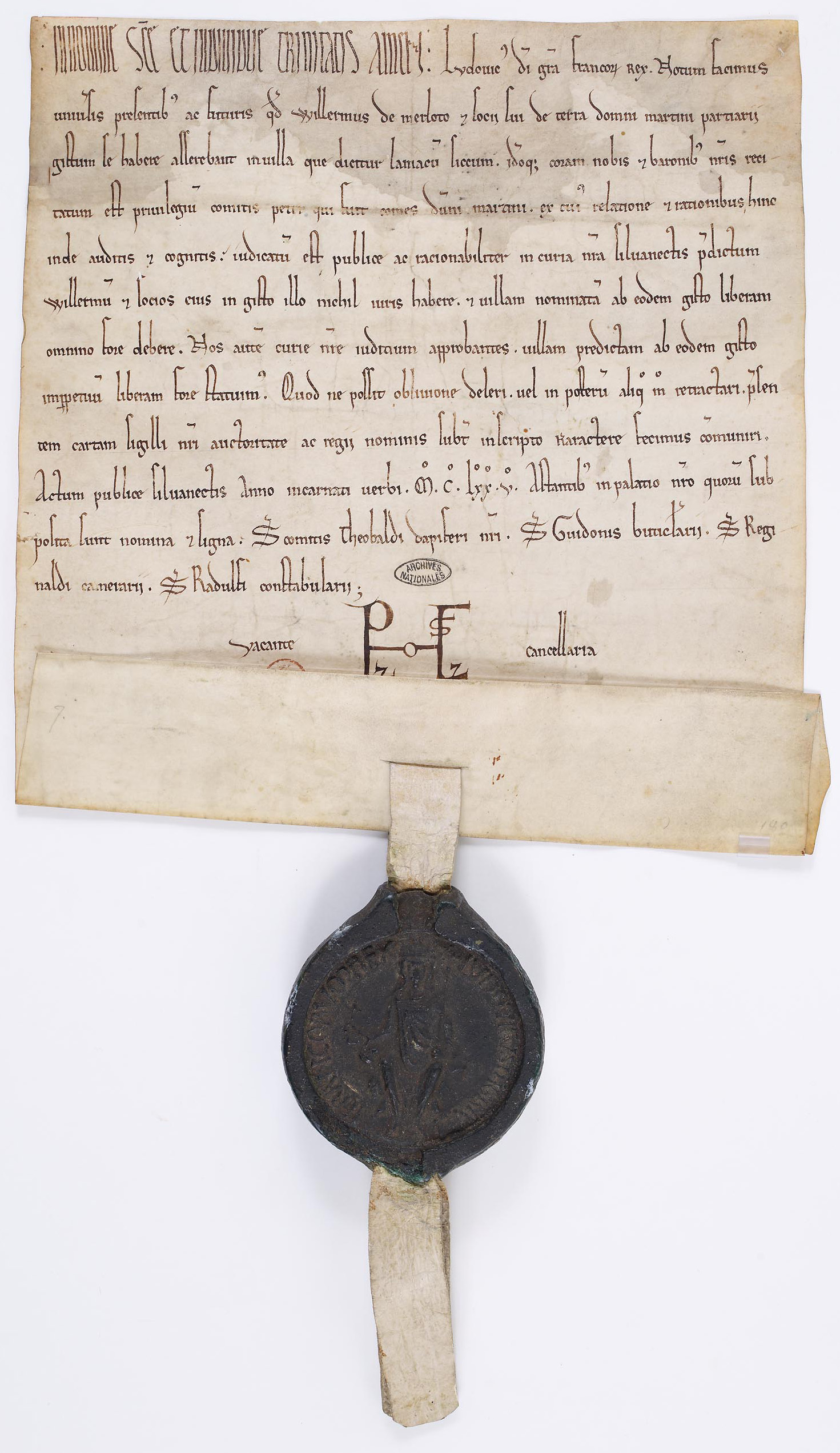
Arrêt de la cour du roi Louis VII (1120-1180) qui exempte le village de Lagny-le-Sec du droit de gîte.

### Moyen Âge
Au VIe siècle, les rois de France avaient à Lagny une résidence de plaisance

### Les Templiers et les Hospitaliers

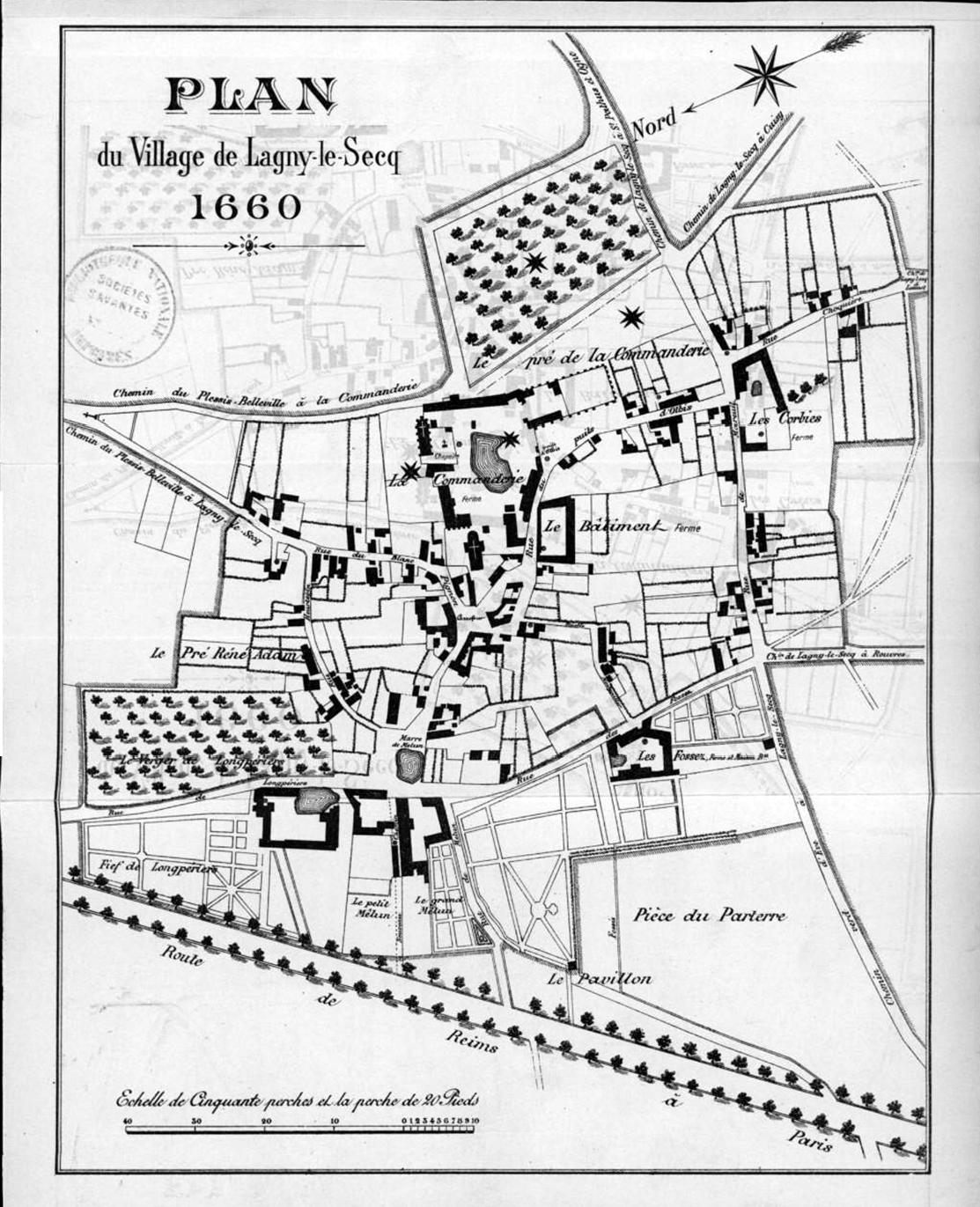
Plan du village de Lagny-le-Sec en 1660.

L'Ordre du Temple y avait une commanderie créée en 1209 et dont le cimetière a été retrouvé en 1808. Il s'agissait d'une dépendance de la Commanderie de Saint-Jean de Senlis.
Après la suppression de l'ordre en 1312, la commanderie de Lagny revient aux Hospitaliers de l'ordre de Saint-Jean de Jérusalem.
Le livre terrier de la seigneurie de Lagny-le-Sec dressé en 1660 pour les Hospitaliers, nous est parvenu et est reproduit ci-contre.
Lors de la Révolution française, les biens de la commanderie, constitués d'une maison et de sa ferme ainsi que la très belle chapelle Saint-Jean-Baptiste, et de deux cent dix-sept hectares de bonnes terres, sont saisis comme biens nationaux et adjugés le 17 floréal an II (6 mai 1794) à M. Chartier, baron de Coussay.
En 1845, la propriété de l'ancienne commanderie est démembrée par le marquis de La Roche-Jacquelin, gendre du baron de Coussay, qui vend par lots les terres. Les bâtiments sont détruits à cette époque, sauf une grange située sur la grande Rue.

### Époque contemporaine

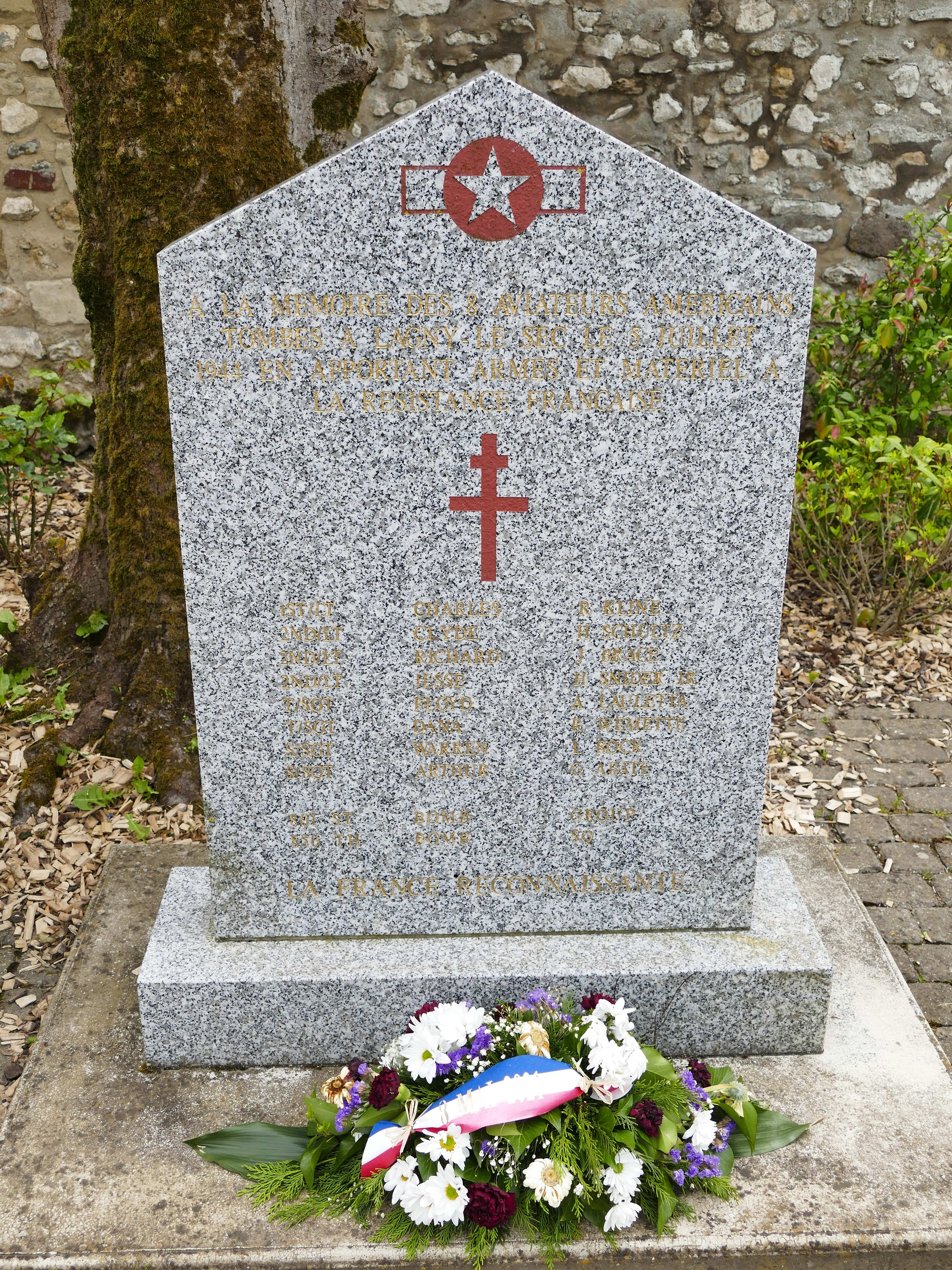
Stèle aux aviateurs américains
(Photo Peter Potrowl).

Le 5 juillet 1944, pendant les combats de la Libération de la France, un avion américain qui apportait armes et munitions à la Résistance s'écrase sur le territoire communal, tuant ses huit aviateurs. Une stèle à côté du monument aux morts rappelle leur sacrifice
En 2017 est entreprise la démolition du château du XIXe siècle situé dans un parc de 9 hectares, afin de construire un espace multifonctions ce qui provoque la colère d'une partie des habitants de la commune.
Le château de Lagny-le-Sec datait de la fin du XIXe siècle en style néo-Louis XIII et qui semble avoir remplacé un château plus ancien. Après avoir été transformé en maison de repos, puis racheté ensuite par la commune en 1995. celle-ci, malgré la polémique, engage sa démolition le 13 juin 2017.

## Politique et administration

### Rattachements administratifs et électoraux

#### Rattachements administratifs
La commune se trouve dans l'arrondissement de Senlis du département de l'Oise.
Elle faisait partie depuis 1793 du canton de Nanteuil-le-Haudouin. Dans le cadre du redécoupage cantonal de 2014 en France, cette circonscription administrative territoriale a disparu, et le canton n'est plus qu'une circonscription électorale.

#### Rattachements électoraux
Pour les élections départementales, la commune fait partie depuis 2014 d'un nouveau canton de Nanteuil-le-Haudouin porté de 19 à 46 communes.
Pour l'élection des députés, elle fait partie de la quatrième circonscription de l'Oise.

### Intercommunalité
Lagny-le-Sec est membre de la communauté de communes du Pays de Valois, un établissement public de coopération intercommunale (EPCI) à fiscalité propre créé fin 1996 et auquel la commune a transféré un certain nombre de ses compétences, dans les conditions déterminées par le code général des collectivités territoriales.

### Liste des maires
| Période                                  | Période                   | Identité      | Étiquette | Qualité                                                                                              |
| ---------------------------------------- | ------------------------- | ------------- | --------- | --- |
| Les données manquantes sont à compléter. |                           |               |           | |
| 1972                                     | mars 2008                 | Yves Daudre   |           | |
| mars 2008                                | mars 2014                 | Nelly Legeay  | SE        | |
| mars 2014                                | En cours (au 6 juin 2023) | Didier Doucet | LR        | Cadre du secteur privé Président de la CC du Pays de Valois (2020 → ) Réélu pour le mandat 2020-2026 |

## Équipements et services publics

### Enseignement
La commune dispose de l'école maternelle « Les Templiers » et de l'école primaire « Jean-Daudé ».
Dans le parc du château, des locaux périscolaires et de cantine scolaire ont été aménagés dans une ancienne construction. Il est également prévu de construire une salle multifonctions, capable d'accueillir 250 personnes, puis, ultérieurement, une bibliothèque lorsque la réflexion menée par la communauté de communes du Pays de Valois sur les écoles de musique sera terminée.

### Santé
La commune s'est dotée d'une maison de santé, dite « médipôle », qui regroupe médecins et professionnels de santé,.

## Population et société

### Démographie

#### Évolution démographique
L'évolution du nombre d'habitants est connue à travers les recensements de la population effectués dans la commune depuis 1793. Pour les communes de moins de 10 000 habitants, une enquête de recensement portant sur toute la population est réalisée tous les cinq ans, les populations de référence des années intermédiaires étant quant à elles estimées par interpolation ou extrapolation. Pour la commune, le premier recensement exhaustif entrant dans le cadre du nouveau dispositif a été réalisé en 2008.

En 2022, la commune comptait 2 046 habitants, en évolution de −1,02 % par rapport à 2016 (Oise : +0,87 %, France hors Mayotte : +2,11 %).
| 1793 | 1800 | 1806 | 1821 | 1831 | 1836 | 1841 | 1846 | 1851 |
| ---- | ---- | ---- | ---- | ---- | ---- | ---- | ---- | ---- |
| 568  | 499  | 476  | 407  | 407  | 404  | 379  | 372  | 352  |

| 1856 | 1861 | 1866 | 1872 | 1876 | 1881 | 1886 | 1891 | 1896 |
| ---- | ---- | ---- | ---- | ---- | ---- | ---- | ---- | ---- |
| 307  | 356  | 357  | 345  | 342  | 330  | 349  | 350  | 364  |

| 1901 | 1906 | 1911 | 1921 | 1926 | 1931 | 1936 | 1946 | 1954 |
| ---- | ---- | ---- | ---- | ---- | ---- | ---- | ---- | ---- |
| 330  | 315  | 310  | 381  | 400  | 454  | 485  | 534  | 619  |

| 1962 | 1968 | 1975  | 1982  | 1990  | 1999  | 2006  | 2008  | 2013  |
| ---- | ---- | ----- | ----- | ----- | ----- | ----- | ----- | ----- |
| 644  | 623  | 1 167 | 1 619 | 1 892 | 1 806 | 1 815 | 1 817 | 2 064 |

| 2018  | 2022  | - | - | - | - | - | - | - |
| ----- | ----- | - | - | - | - | - | - | - |
| 2 056 | 2 046 | - | - | - | - | - | - | - |

#### Pyramide des âges
La population de la commune est relativement jeune.
En 2018, le taux de personnes d'un âge inférieur à 30 ans s'élève à 36,7 %, soit en dessous de la moyenne départementale (37,3 %). À l'inverse, le taux de personnes d'âge supérieur à 60 ans est de 18,7 % la même année, alors qu'il est de 22,8 % au niveau départemental.
En 2018, la commune comptait 1 044 hommes pour 1 012 femmes, soit un taux de 50,78 % d'hommes, légèrement supérieur au taux départemental (48,89 %).
Les pyramides des âges de la commune et du département s'établissent comme suit.
| Hommes | Classe d’âge | Femmes |
| ------ | ------------ | ------ |
| 0,2    | 90 ou +      | 0,4    |
| 4,2    | 75-89 ans    | 4,2    |
| 13,5   | 60-74 ans    | 14,9   |
| 21,6   | 45-59 ans    | 20,3   |
| 22,8   | 30-44 ans    | 24,3   |
| 13,2   | 15-29 ans    | 11,9   |
| 24,4   | 0-14 ans     | 24,0   |

| Hommes | Classe d’âge | Femmes |
| ------ | ------------ | ------ |
| 0,5    | 90 ou +      | 1,4    |
| 5,5    | 75-89 ans    | 7,6    |
| 15,6   | 60-74 ans    | 16,3   |
| 20,8   | 45-59 ans    | 20     |
| 19,4   | 30-44 ans    | 19,4   |
| 17,6   | 15-29 ans    | 16,2   |
| 20,6   | 0-14 ans     | 19,1   |

## Économie
La commune dispose d'une importante zone logistique, la zone industrielle de Baranfosse / Le Marchais, servie par sa situation le long de la route nationale 2 et de la voie ferrée.
Un supermarché Lidl, implanté dans la zone d'activité Baranfosse, y est implanté.
Une ferme maraîchère semi-automatisée, la « ferme de la folle emprise », s'implante sur des terrains communaux en 2022/2023, permettant tout à la fois de favoriser l'alimentation en circuit court et « bio » et de réduitre la pénibilité du travail par l'usage de machines automatisées réalisant notamment les semis, le desherbage et l'arrosage,.

## Culture locale et patrimoine

### Lieux et monuments
- L'église Saint-Pierre-Saint-Paul, constituée d'une nef semblant dater du XIXe siècle et d'un chœur de la seconde moitié du XVIe siècle comprenant une travée droite et une abside pentagonale. Des demi-colonnes surmontées de chapiteaux doriques en marquent l'entrée et soutiennent l'abside. Une belle piscine liturgique s'ouvre au sud de l'abside. L'église contient un saint Pierre et un saint Paul, ses patrons, également du XVIe siècle[39].

L'église
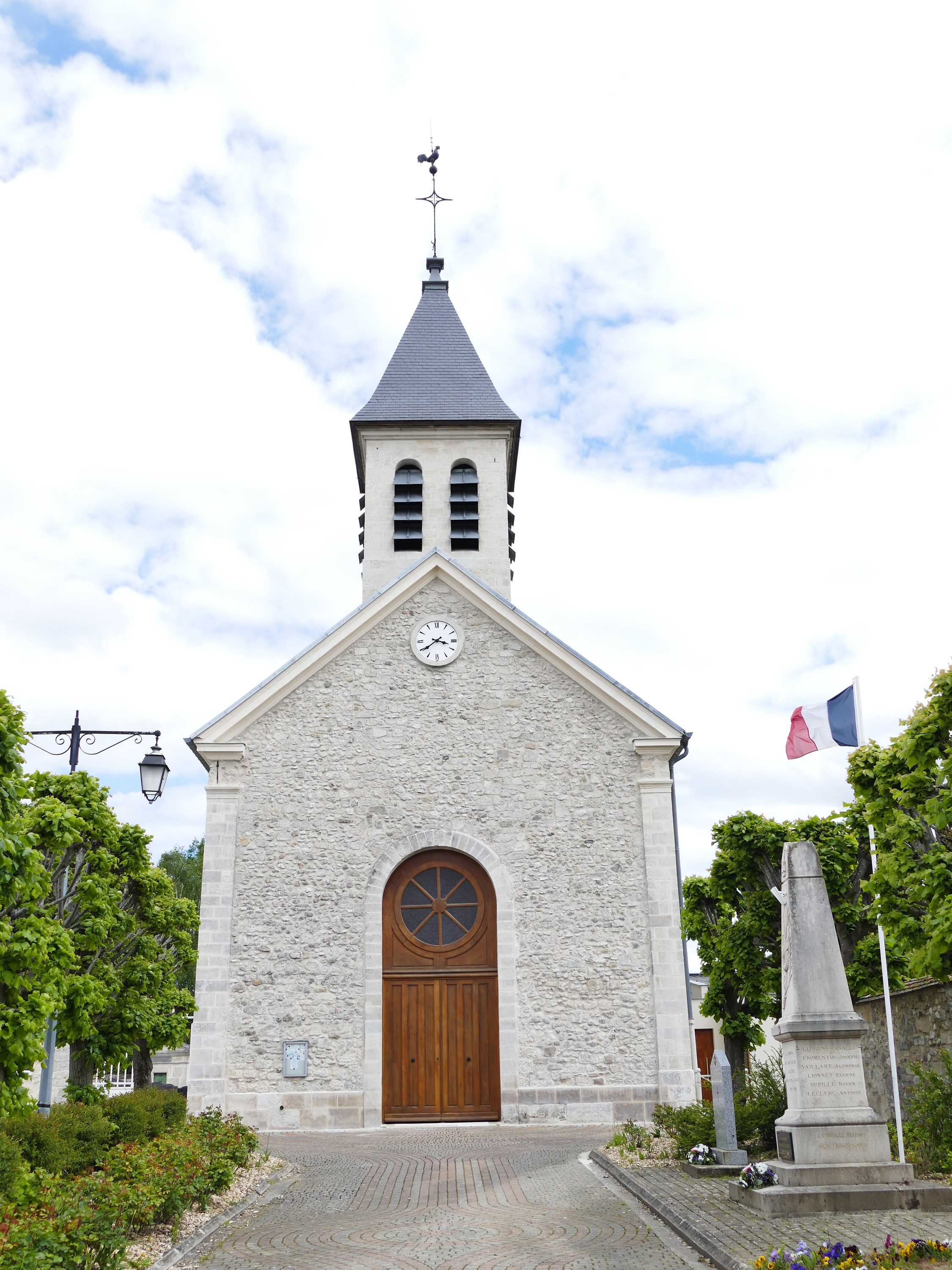
L'église Saint-Pierre-Saint-Paul et les monuments aux morts.
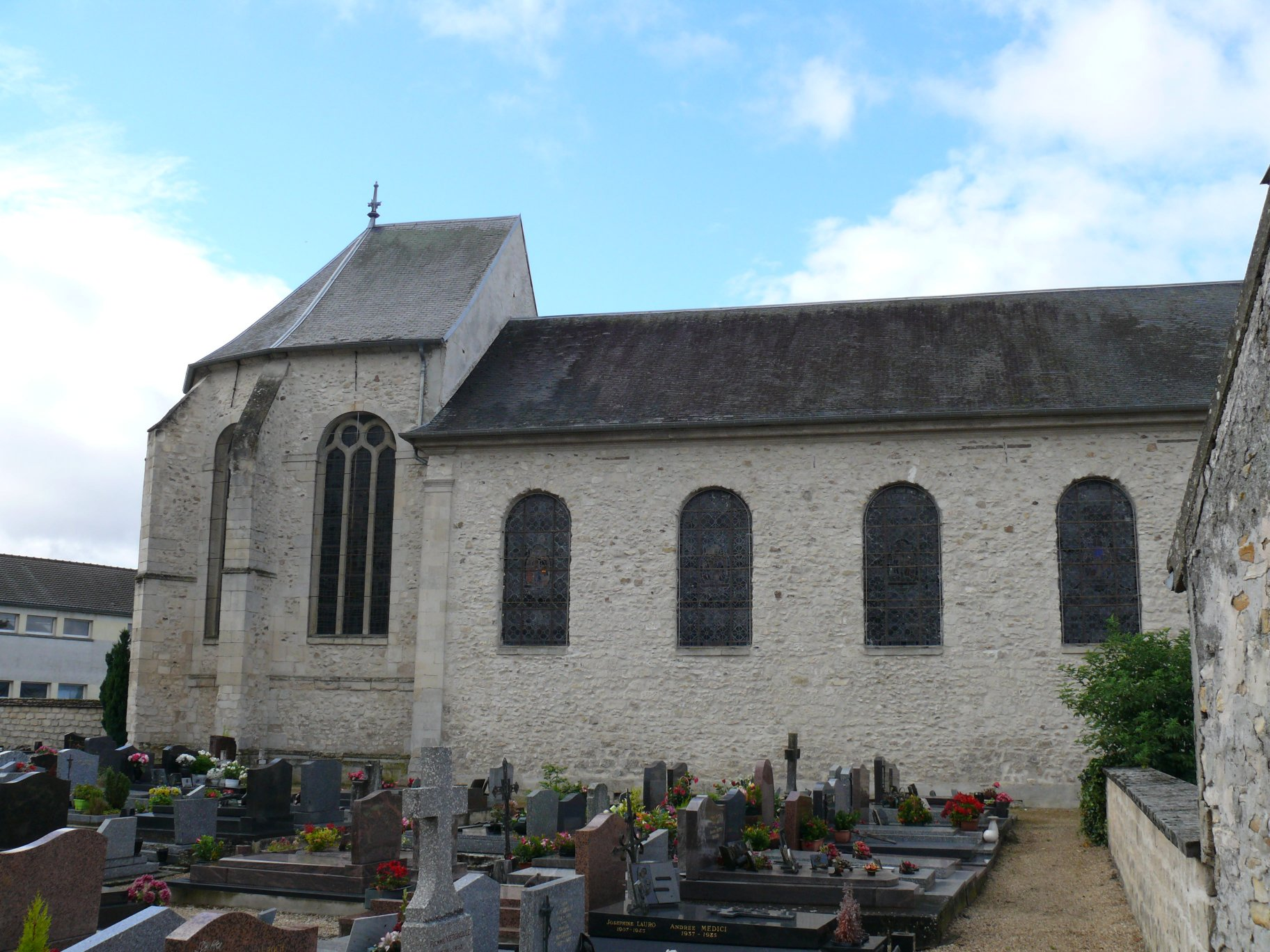
Le côté nord.
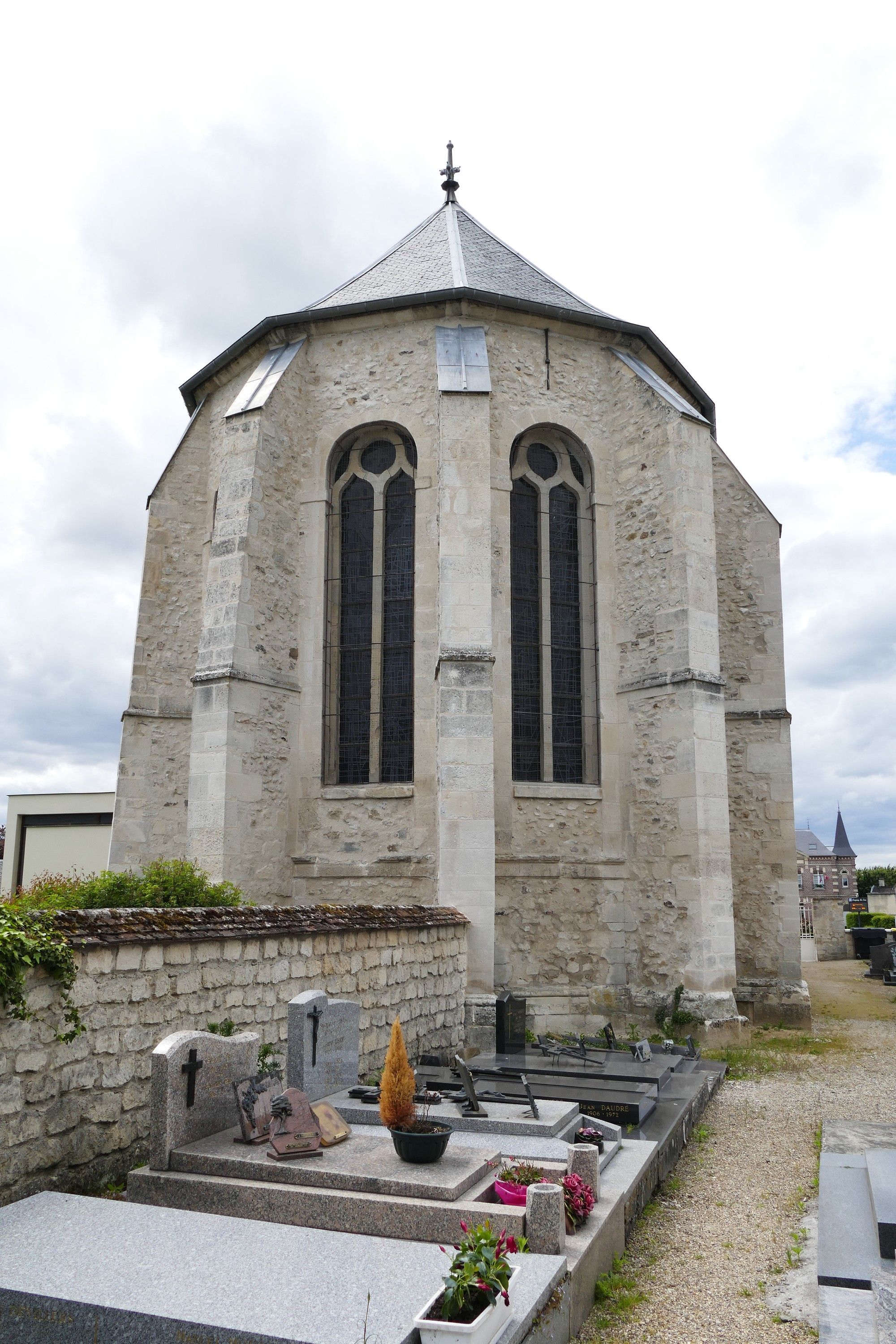
L'abside.
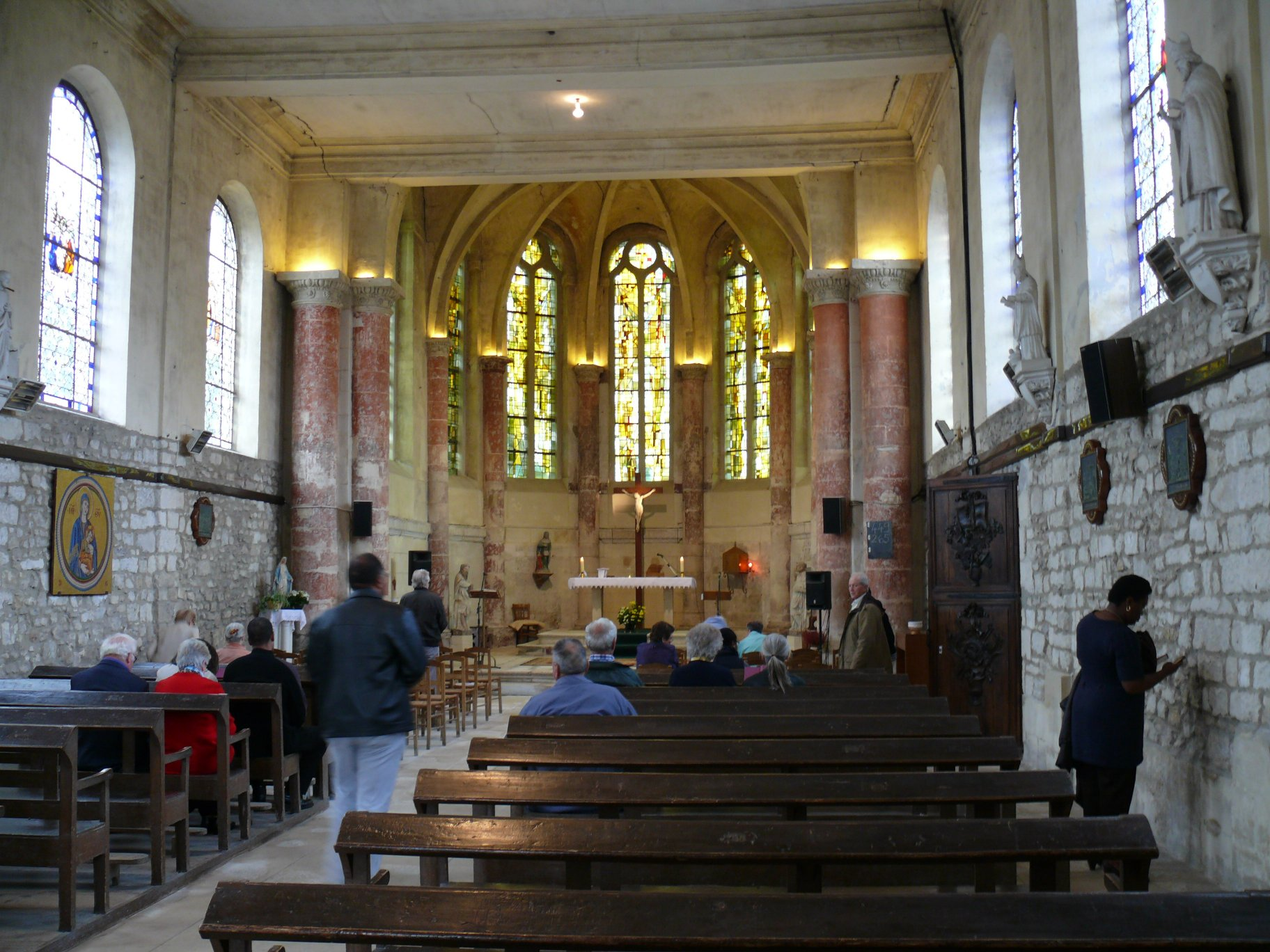
La nef.
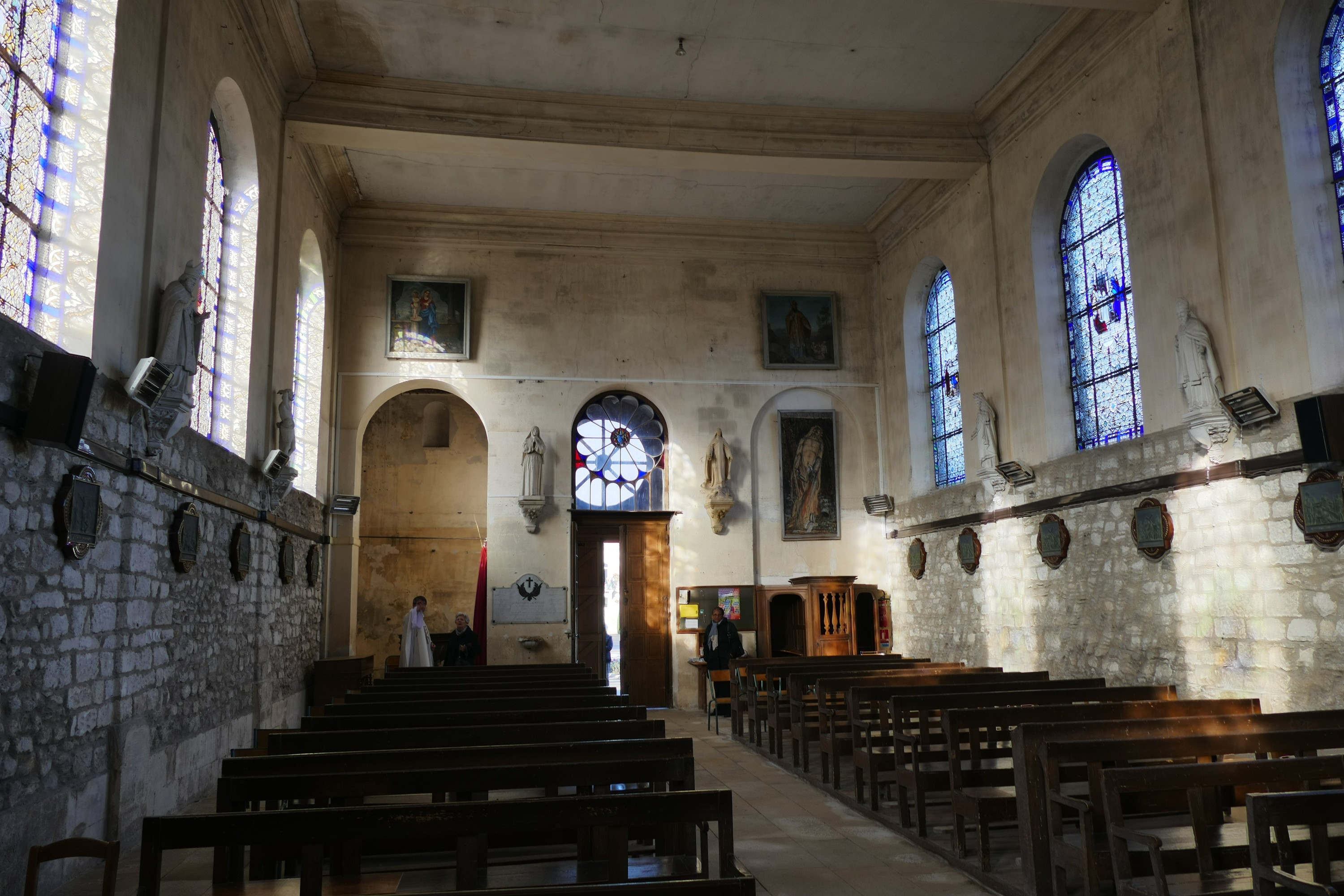
La nef.
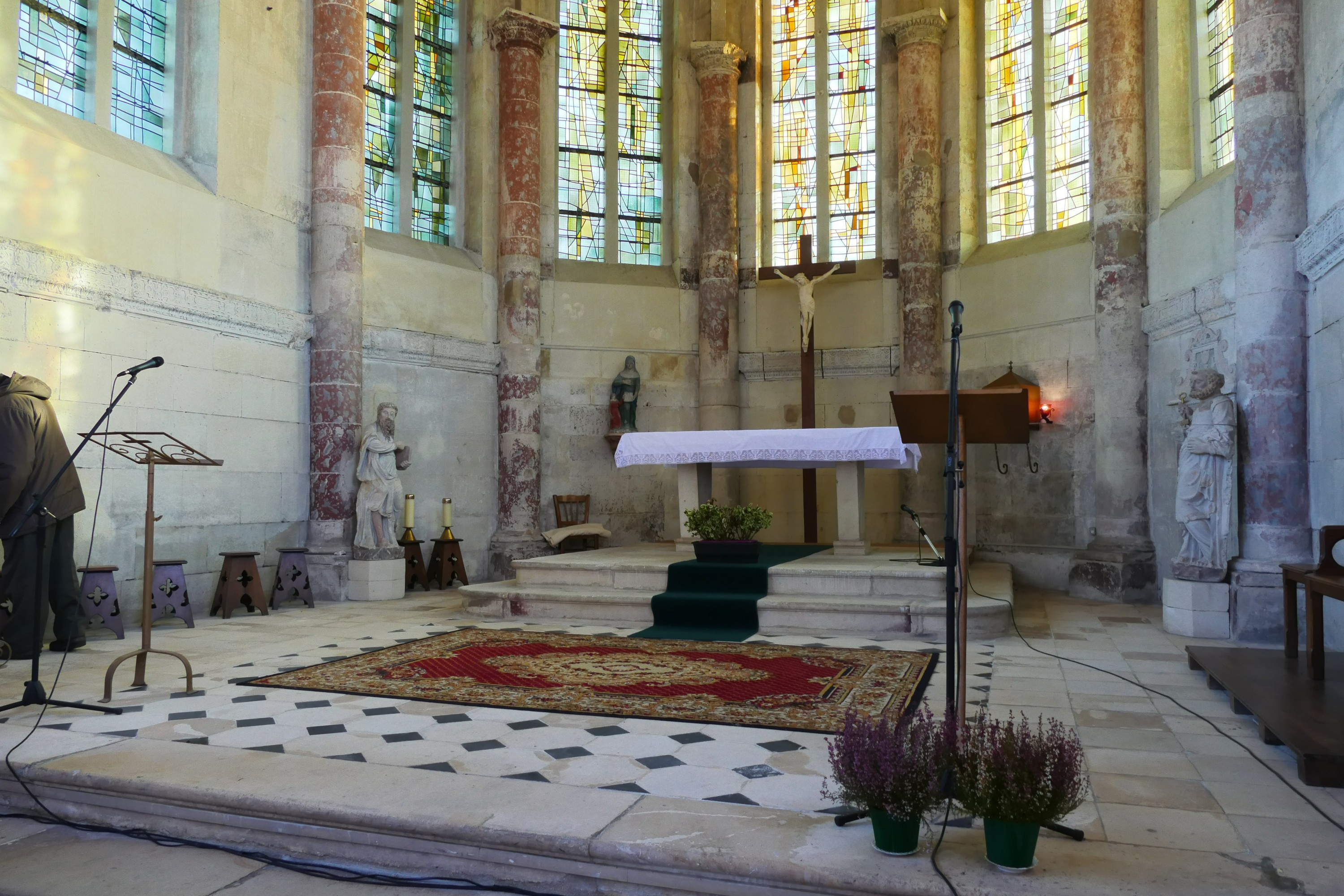
Le choeur et l'autel.

- La chapelle du château, dans le parc du château, qui doit être remise en état à partir de 2019[40], et les anciens communs.

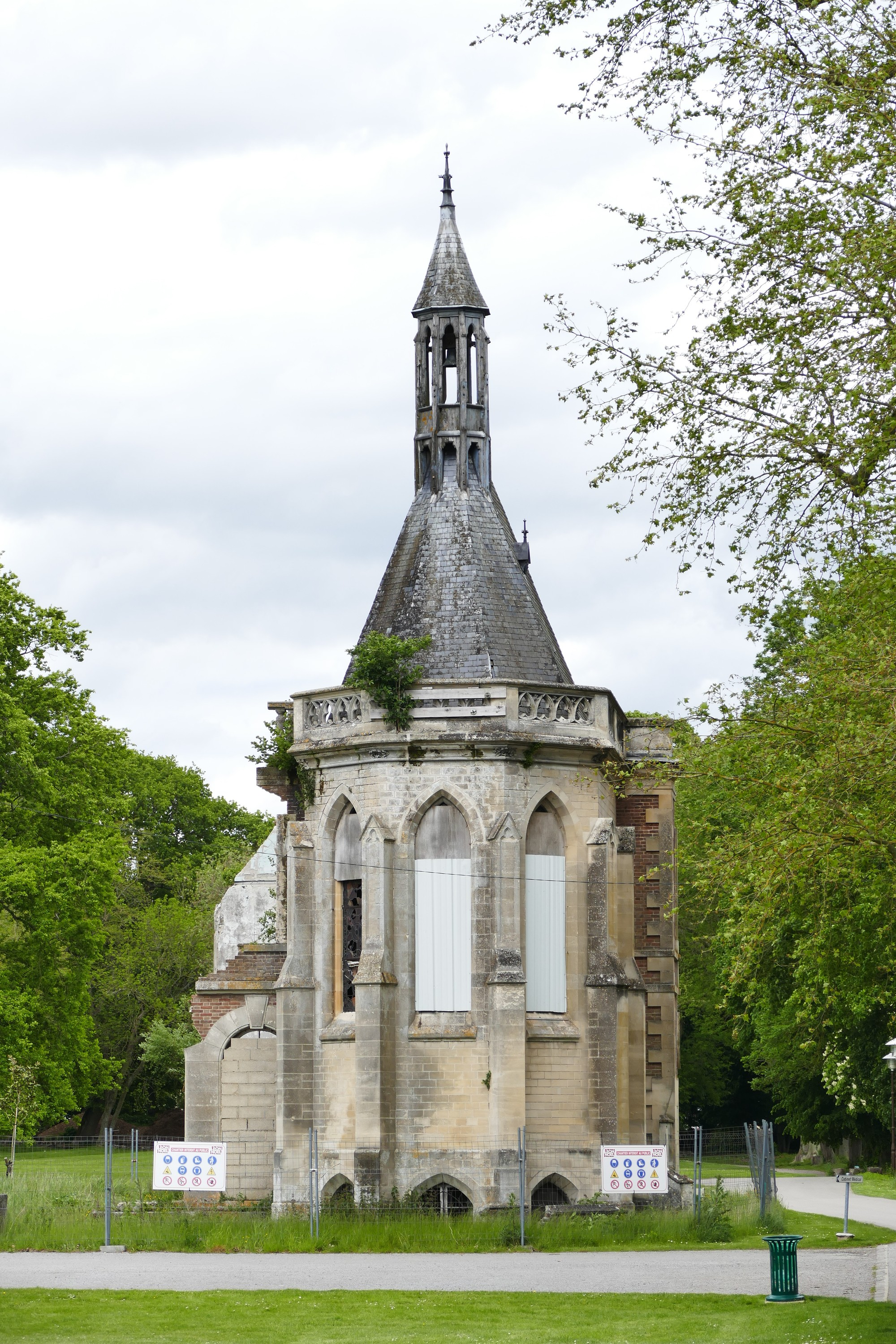
La chapelle du château.
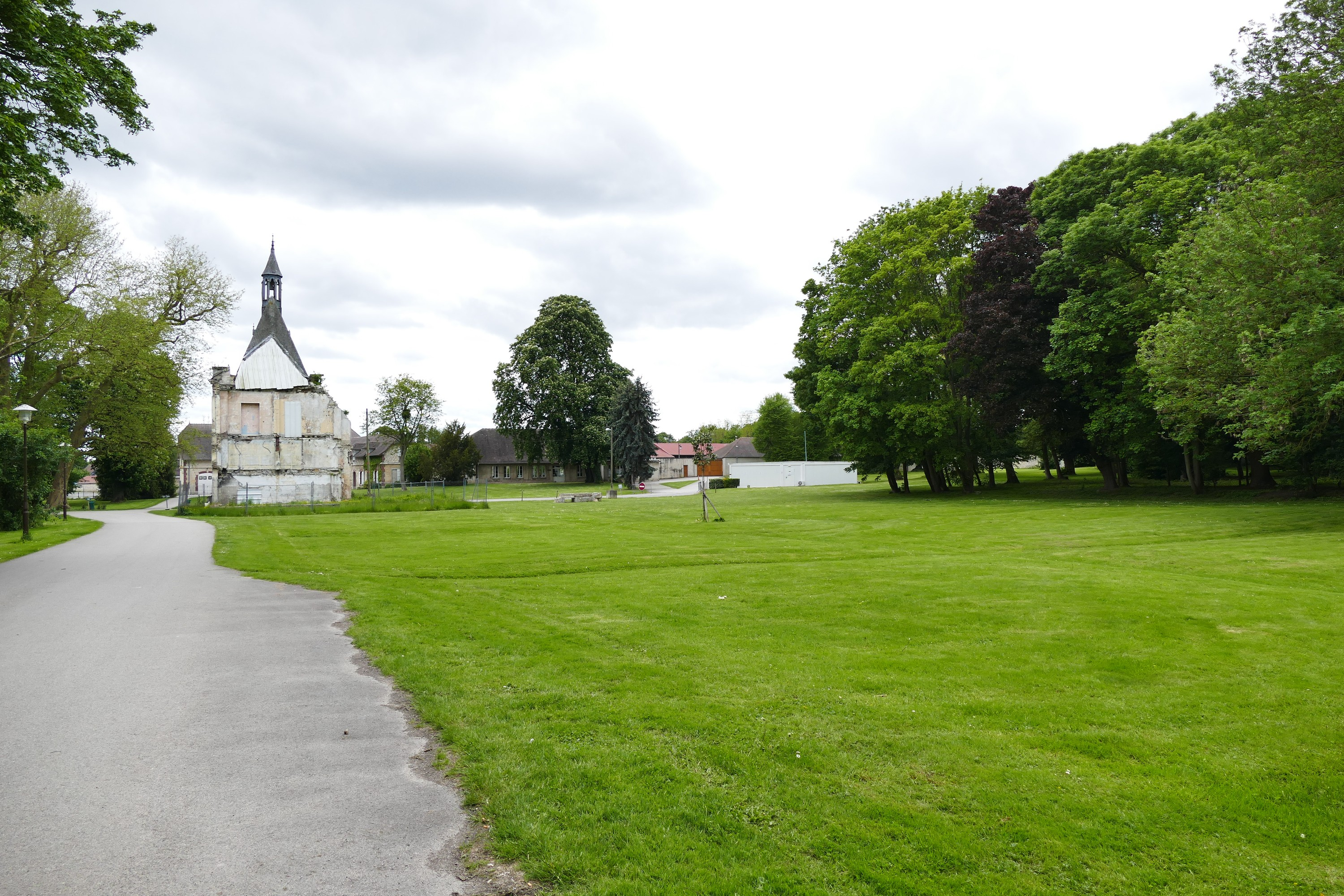
Le parc du château et sa chapelle.
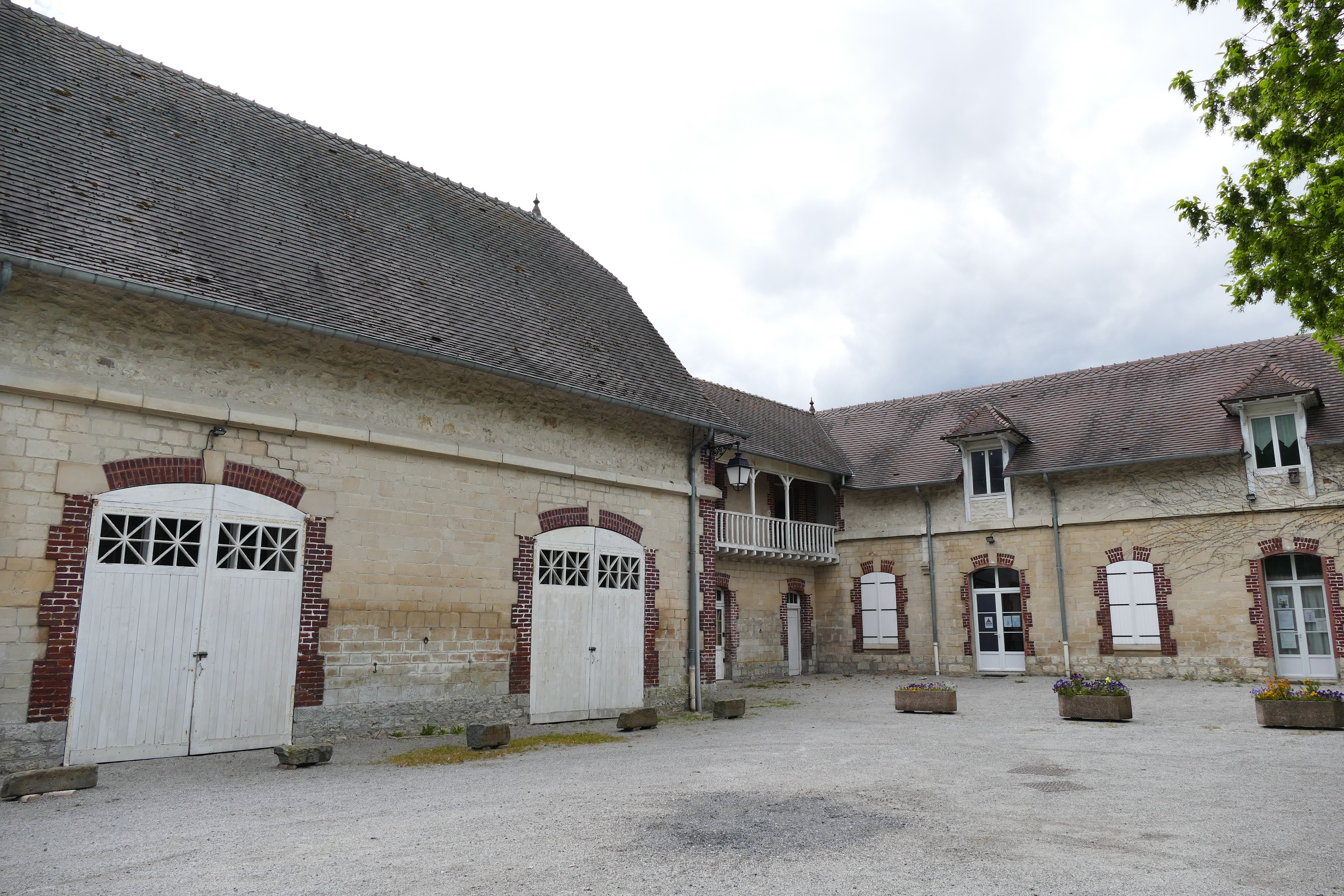
Les communs du château.
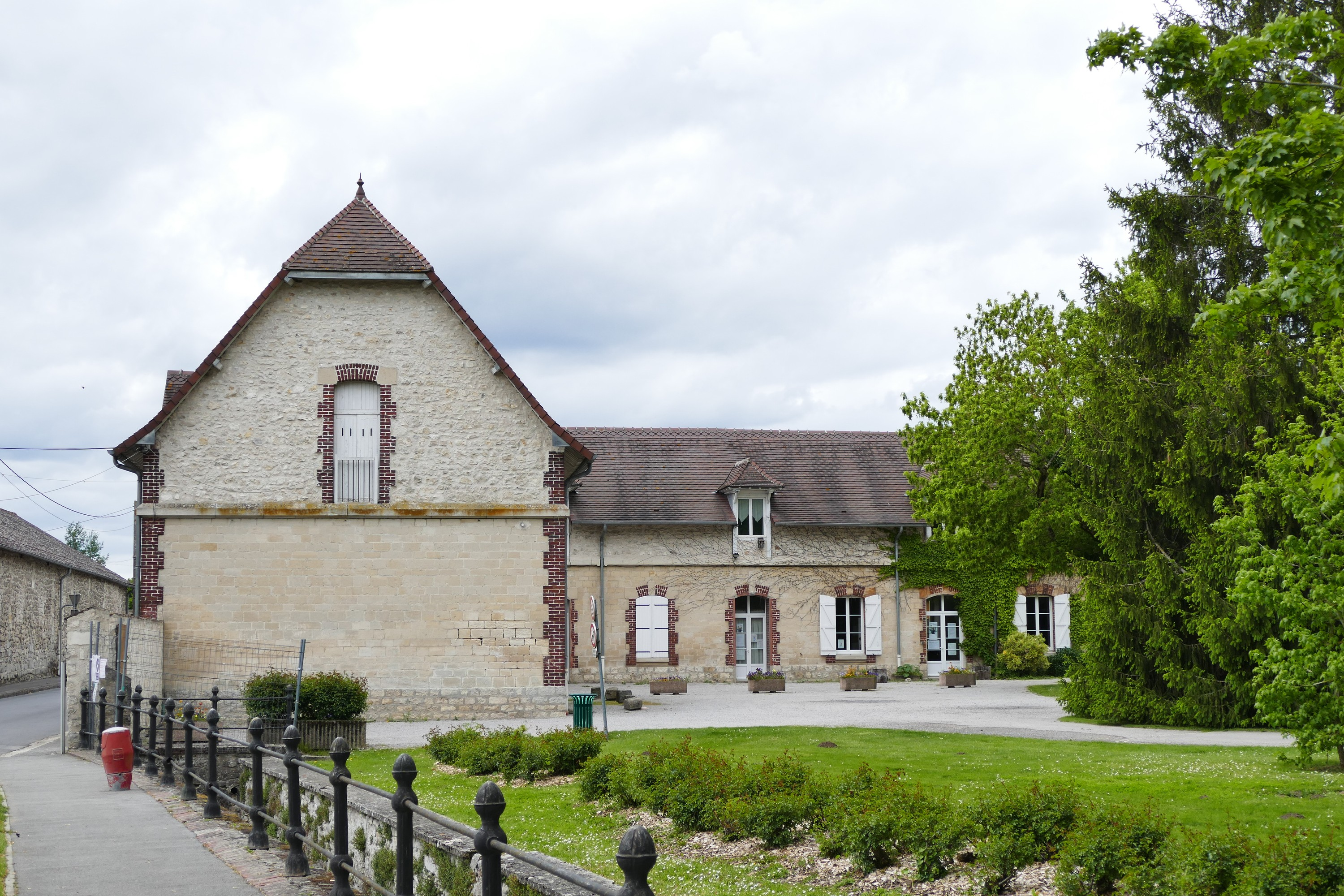
Dépendances du château.
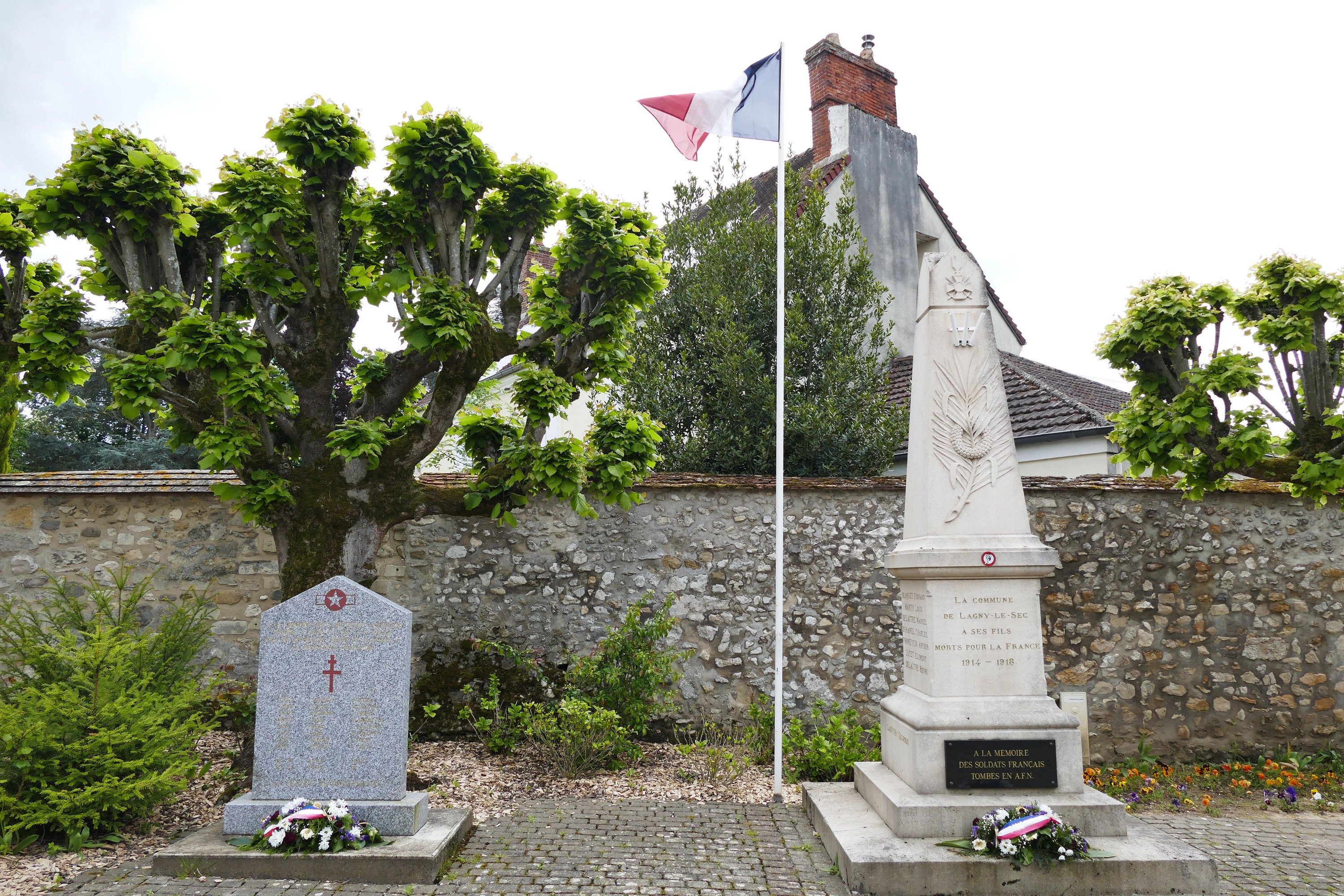
Le monument aux morts et la stèle aux aviateurs américains

## Pour approfondir